# Шалимъярви
Шалимъярви — река в России, протекает по Муезерскому району Карелии. Впадает в озеро Верхнее. Длина реки составляет 10 км. Река протекает вдали от населённых пунктов, к востоку от российско-финской границы.

## Данные водного реестра
По данным государственного водного реестра России относится к Балтийскому бассейновому округу, водохозяйственный участок реки — Реки Карелии бассейна Балтийского моря на границе РФ с Финляндией, включая оз. Лексозеро. Относится к речному бассейну реки Реки Карелии бассейна Балтийского моря.
Код объекта в государственном водном реестре — 01050000112102000009918.

## Топографическая карта
- Лист карты P-36-1,2 Реболы. Масштаб: 1 : 100 000. Состояние местности на 1971 год. Издание 1986 г.